# الحركة الإسلامية في نيجيريا

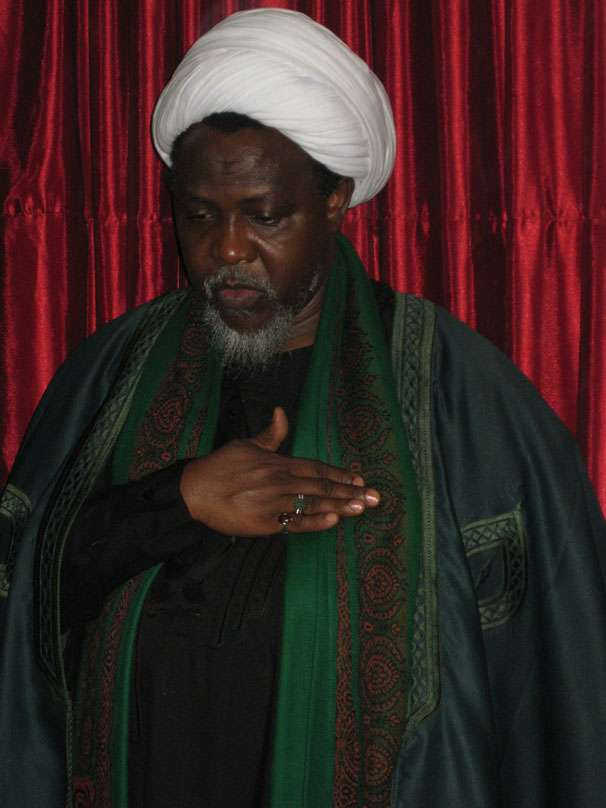
الشيخ إبراهيم زكزكي

الحركة الإسلامية في نيجيريا هي حركة شيعية في نيجيريا بقيادة الشيخ إبراهيم زكزكي. مقر قيادته في نيجيريا مدينة زاريا. تعلم الحركة مجموعة من الأنشطة الاجتماعية والتعليمية للشيعة نيجيريا. في سنة 1984 اعلنت الحركة يوم القدس للمسيرة. هجمت الشرطة نيجيريا هجمات متكررة علي الموالين الحركة في زاريا وأثناء هجماتها قتل كثير من الشيعة ومنهم ثلاثة أبناء الشيخ الزكزكي.

## مؤسس الحركة
مؤسسه هو الشيخ إبراهيم الزكزكي عالم دين شيعي نيجيري ورجل سياسي ولد في زاريا في ولاية كادونا في نيجيريا، درس الشيخ إبراهيم الزكزكي بالدراسات القرآنية ثم مدرسة إعداد معلمي اللغة العربية بمدينة زاريا سنة 1969 وبعد التّخرج منها هاجر إلى مدينة كانو (KANO) لمواصلة التحصيل فيها بمدرسة دراسات العربية، وبعد التخرج منها عاد مرة أخرى إلى مسقط رأسه ليواصل جهاده في طلب العلم بأكبرجامعة في شمال نيجيريا، جامعة أحمدو بيلو من سنة 1976 إلى 1979 في كلية الاقتصاد، وتخرج بدرجة الامتياز. كما يواصل حالياً دراسته الحوزوية في الحوزة العلمية بمدينة قم المقدّسة على يد كبار علمائها عبر الدّورات المكثّفة التي تنظّم له سنوياً ــ ما لم يكن مسجوناً في أيدي الظّالمين ــ منذ الثمانينات من القرن الماضي.

### مجلس القيادة
الزكزكي من أبرز قيادات والأمين العام لهذه الحركة والأب الروحي للمنظمة والشيعة في نيجيريا. وسائر القيادات:
- الشيخ محمد محمود توري نائب المؤسسة والذي قتل في أحداث 12 ديسمبر 2015.
- إبراهيم موسى وهو المتحدث الإعلامي باسم المنظمة الإسلامية
- الدكتور مصطفى سعيد المسؤول الطبي.
- السيدة جومي جيليما مسؤولة قسم النساء بالحركة الإسلامية.
- يعقوب يحيى وهو امين الحركة والرجل الأول للمنظمة في ولاية كشنا.[4]
- محمد دار الحكمة عضو قيادي بالمنظمة.

## تاريخ الحركة
سنة 1972م تأسس الشيخ الزكزكي وبعض أصدقائه بمدينة زاريا (ZARIYA)رابطة اتحاد شباب المسلمين وقد بيّنوا أهدافهم ومقاصدهم التي يرمي إليها في تأسيس هذه الرابطة آنذاك ثمّ دعوا النّاس إلي تلك الأهداف. وبعد عودة الشيخ الزكزكي من رحلاته العلمية والتحاقه بجامعة أحمدو بيلو زاريا ما بين 1976م ــ 1979م وسع الشيخ نشاطاته في تلك الفترة، ما أهله إلي تقلّد عدة مناصب حسّاسة في اتحاد طلاب المسلمين (M,S,S) للجامعة، وقد استفاد من هذه الفرصة، حيث أظهر لزملائه وأصدقائه داخل الجامعة أهدافه التي تجول في خاطره من ضرورة الإصلاح في البلاد ونصرة المستضعفين والوحدة بين الأمة الإسلامية والعودة إلي النهج الإسلامي الأصيل. فبحلول أواخر السبعينات بدأت تنشأ تدريجياً حركة شبابية دينية ذات طابع إسلاميٌ بحت في نيجيريا -داخل الجامعات الوطنية والمؤسسات التعليمية ـ عبراٍتحاد طلاب المسلمين (M.S.S)، وكانت تلك الحركة تحت قيادة الشيخ الزكزكي نفسه.
و بعد مدة انتقلت الحركة الإسلامية من إطار الجامعات الي أوساط الشعب النيجيري تدريجياً (في مطلع الثمانينات)، حيث نالت قبولاً واسعاً ـ رغم المؤامرات والتهديدات والقمع ـ بين الفئات الشبابية التي سَئمت من ظلم الظالمين، وظلّت منتظرة سنين متمادية من يأخذ بيدها ويخلّصها من الاضطهاد. يقيم الشيخ الزكزكي مؤتمرا لإتحاد طلاب الجامعات النيجيرية الذي يسمي ب (I.V.C) أيّام التّعطيلات، ويشارك فيه عدد كبير من طلاب الجامعات والمعاهد والمدارس الثانوية من جميع أقاصي نقاط البلاد. وأقيم أيضا مثل هذا المؤتمر في مدينة كسينا (KATSINA) سنة 1978م في مدرسة (A.T.S) بعد أن ألقي الشيخ محاضرته دعى الحاضرين إلي جلسة مفتوحة داخل مسجد المدرسة، حيث حضر قرابة الأربعين طالباً (منهم الشخصية البارزة في الحركة الشيخ محمد محمود توري) والذين بعد أن حضروا كلمة الشيخ عاهدوا الله عهد الرّجال على القيام بالحركة الإسلامية مع نشر أفكارها الإصلاحية في مناطقهم، ثم ختمت الجلسة بالتّوقيع ولصق الصّور مع كتابة العناوين على ورقة مخصصة للجلسة.
وفي سنة 1980م أقيم الشيخ مؤتمرا آخر في مدينة فُنتُوا (FUNTUWA)، وفي هذه المرة أعلن الشيخ فيها براءته من ظلم النّظام وضرورة العودة إلى عدل الإسلام، لقد وجدت تلك المحاضرة قبولاً واسعاً أوساط الطلاب والشّعب ومن ثمّ طبعت عدة طبعات ولا يزال إلى يومنا هذا أشرطتها مرغوبة عند النّاس. في هذه السنة أنّ الشيخ ألقى محاضرة أخرى على نفس المنوال بمدينة زاريا، فهكذا ذاع خبر الشيخ ودعوته في جميع أنحاء نيجيريا وخارجها وتوافد النّاس إليها أفواجاً.
من هنا رأى زعيم الحركة ضرورة وجود مراكز خاصة للحركة والمؤسسات التعليمية؛ إضافة إلى دروس الأخلاق التي تهيئ ظرفية الحركيين وتجعلهم قادرين على تحمّل أعباء الدعوة لقد أصبحت تلك الدّروس الأخلاقية وغيرها من الأنشطة الرياضية الروحية والنّفسية منبراً ومدرسة لتكوين شخصية أفراد الحركة.
يترأس الحركة الشيخ إبراهيم يعقوب الزكزكي نفسه، يُعاونه عدد من كبار قيادات الحركة. الذين اتخذوا مدينة زاريا (ZARIYA) مقرّ قيادة الحركة، كما يشرف كل واحد من تلك القيادات على عدد من مندوبي الحركة في الأقاليم والولايات سواءٌ كانت داخل خريطة نيجيريا الجغرافية أم خارجها، الذين امتازوا عن غيرهم بتسليمهم الكامل للقيادة الموحّدة والنّظام الموحّد والفكر الموحّد، علاوة على اعتقادهم بولاية الفقيه.
أمّأعلى مستوى الولايات والأقاليم فهي مقسمة إلى دّوائر وحلقات ثمّ المجالس وعلى رأس كل مندوب أو وكيل، مسؤلاً أمام المجلس القيادي الولائي، كما أنّ الولاية - ككل - تخضع تحت قيادة وكيل واحد بصفته المشرف المباشر على جميع مندوبي الحركة ووكلائها في المدن والمحافظات والمحلِّيات والأحياء السّكنية والقرى الموجودة داخل حدود الجغرافية الولائية.
ومن جانب آخر هناك إدارات أُخرى للمؤسسات والهيئات والمنظّمات التي أسست بأوامر الشيخ أو باقتراح من بعض أفراد الحركة، للأهداف الإنسانية أو المذهبية أو الخَدمات الاجتماعية والإعلامية وغيرها. فمديروا هذه المؤسسات يخضعون تحت إشراف تلك القيادات الحركية حسب التسلسل المذكور أعلاه.

## أهداف الحركة
- أن يتسنى للإخوة المؤمنين في الحركة معرفة بعضهم بعضاً.
- إيجاد روح الإخاء والألفة والمحبة بين الإخوة.
- تفويت الفرصة أمام الجواسيس الذين يعملون ليلا ونهارا من أجل التّخريب وايجاد الفتن داخل صفوف الإخوة.
- تسهيل نقل أوامر القيادة العامة للحركة إلى الإخوة وخاصة التي تحتاج إلى السّرية.
- التأكيد على شمولية الحركة وكونها لا تختصّ بقومِ دون قوم أو قبيلة دون الأخرى.
- السعي على إيجاد المبلّغين لكل قرية أو مدينة أوحيٍّ سكني مهما صغر، كي يسهل تعريفهم بأخلاق وعلوم أهل البيت عليهم السّلام عن قرب، كما أنّ اندماج وتعايش الإخوة حسب حدود الشرع مع المجتمع أكبر عامل لنجاح الحركة.
- إرشاد المجتمع عملياً إلى أنّ الإسلام دينٌ حيويٌ فيه كل شئ وصالح للتطبيق في كل زمان ومكان.
- تسهيل عملية إدارة الحركة مع التأكيد على شفّافيتها ومرونتها، ثمّ جعلها في متناول الجميع، الصغيرمنهم والكبير والمرأة والرجل والحضري والبدوي.
- مراعات الظروف والخصوصيات لكل منطقة أو قوم لأنّ العادات والتقاليد والثقافة والأعراف تختلف كما أنّ ما يصلح تطبيقه في منطقة قد لا يصلح في أخرى.

## مؤسسات الحركة
أسست الحركة الإسلامية عدة مؤسسات تعليمية وانسانية داخل وخارج نيجيريا والتي تعمل في مجالات وأصعدة ومستويات مختلفة ولكل إدارةٍ أجهزة مستقلّة. نكتفي هنا بذكر ثلاثة من المؤسسات الإنسانية بالإيجاز على سبيل المثال كما يلي:
مؤسسة الشّهداء تأسست هذه المؤسسة المباركة في يوم السبت 17 من شهر رجب سنة 1411 من الهجرة، الموافق يوم 1ـ1ـ199 ميلادية بمدينة زاريا (ZARIYA)، بأمرٍ من قائد الحركة الإسلامية الشيخ إبراهيم يعقوب الزكزكي، كما أنّه الذي أشرف على مراسم التأسيس بنفسه؛ إضافة إل مشاركة جمعٌ غفير من قيادات الحركة. فهي مؤسسة إنسانية تقوم برعاية أبناء الشهداء وكفالة الأيتام والأرامل وغيرها من احتياجات أسر الشهداء.
مؤسسة الزهراء الخيرية تأسست هذه المؤسسة المباركة حديثاً بأمر من الشيخ الزكزكي سنة 2010 والموافق1432من الهجرة لتكون عمدة وأُمّاً لبقية مؤسسات الحركة، وخاصّة التي تعمل في مجال الخدمات الاجتماعية والإنسانية كحفر الآبار وشقّ قنوات المياه وتخليص المسجونين ومساعدة الأرامل والمحتاجين وغيرها.
المؤسسة الصحية {ISMA} تمّ تشكيل هذه المؤسسة الميمونة (بعد مضي سنوات عدة من تأسيس اللجنة الطبّية للحركة) في يوم 6 ــ 6 ــ 1422 من الهجرة والموافق 23 ــ 8 ــ 2001 ميلادي، فهي تعمل على توفير العناية الصحية وإيصال المساعدات الإنسانية إلى المتضررين في النّزاعات التي تحدث هنا وهناك داخل البلاد، إضافة إلى إدارة المستشفيات الحكومية أيّام إضراب الأطباء والممريضين عن العمل. كما تعمل على تدريب الشباب والشابّات على عملية الإسعافات الأوّلية وغيرها. وهي أكثر المؤسسات الإنسانية غير الحكومية نشاطاً بنيجيريا رغم شحّ الإمكانيات وقلّة العتاد.

## مراكز المؤسسة
حسينية بقية الله مكان للتجمع والانشطة الشيعية في نيجيريا. مثل مراسم الاحتفال الائمة وتعلم الشيخ الزكزكي الدروس الدينية مثل تفسير القرآن ونهج البلاغة و... . هاجم الجيش النيجيري على حسينية بقية الله، وسقط قرابة الـ 500 ضحية من المشاركين في احياء مراسم رفع راية الإمام الرضا ثامن الأئمة الاثنا عشر بعد وصولها من المشهد في إيران، بالتزامن مع تشييع أحد الشهداء الذي سقط في أعمال إرهابية نفّذتها مجموعة بوكو حرام التابعة لتنظيم داعش.
و الجيش النيجيري هدمت هذه الحسينية بشكل كامل.